# Barcino (microcotxe)
El Barcino fou un microcotxe fabricat el 1960 als Talleres Barcino de Barcelona. Situats al número 8 del carrer Comerç, a tocar del Mercat del Born, en aquests tallers s'hi construïen carretons de mà per als moviments de fruites i verdures del mercat. Cap al final de la dècada de 1950, l'empresa va construir també uns pocs tricicles basats en material existent d'altres marques, dels quals se n'arribaren a matricular quatre. El 1960 fabricà un petit microcotxe, amb capacitat amb prou feines per a un adult, equipat amb motor Hispano Villiers.